# Idaea purpurariata
Idaea purpurariata is een vlinder uit de familie spanners (Geometridae). De wetenschappelijke naam is voor het eerst geldig gepubliceerd in 1974 door Pinker.
De soort komt voor in Europa.